# Jason Garrett
Pour les articles homonymes, voir Garrett.
(en) Statistiques sur pro-football-reference
(en) Statistiques sur statscrew
Jason Calvin Garrett (né le 28 mars 1966 à Abington en Pennsylvanie) est un joueur américain de football américain et de football canadien devenu entraîneur. Il est l'actuel coordinateur offensif des Giants de New York dans la National Football League (NFL).
Il a été l'entraîneur principal des Cowboys de Dallas de 2010 à 2019.

## Biographie

### Jeunesse
Garrett étudie dans un lycée de Hunting Valley dans l'Ohio où il joue au football américain, au basket-ball et au baseball. Il est nommé comme un des meilleurs joueurs de la ligue.

### Carrière universitaire
En 1984, Garrett entre à l'université de Princeton avant d'être transféré une saison après à l'université Columbia où son père Jim Garrett devient l'entraîneur de l'équipe de football américain ; néanmoins, la saison est très mauvaise, l'équipe de Columbia ne gagne aucun match de la saison 1985, affichant un bilan d'aucune victoire et 10 défaites. Après cette saison, Jason et ses frères, John Garrett et Judd Garrett, retournent à Princeton. Il est nommé joueur de l'année pour l'Ivy League après ses bonnes performances. En 1989, il sort diplômé d'histoire.

### Carrière professionnelle
Jason Garrett n'est sélectionné par aucune équipe lors du draft de la National Football League (NFL) de 1989. Il signe comme agent-libre non sélectionné avec les Saints de la Nouvelle-Orléans, mais il ne joue aucun match durant ces deux saisons.
En 1991, il se tourne vers la World League of American Football (WLAF) où il signe avec les Riders de San Antonio, mais il se blesse à l'épaule lors de l'ouverture de la saison 1991, ce qui l'oblige à rester sur la touche. Il revient plus tard dans la saison, mais il est relégué au poste de remplaçant de Mike Johnson.
Plus tard cette même année, Garrett signe avec les Rough Riders d'Ottawa, évoluant dans la Ligue canadienne de football (LCF), principale ligue de football canadien. Après cette saison, il revient dans la NFL, avec les Cowboys de Dallas, où il est défini comme troisième quarterback de l'équipe, derrière Troy Aikman, et remporte les Super Bowls XXVIII et XXX en tant que remplaçant. En 1994, lors du jour de Thanksgiving, il est titulaire contre les Packers de Green Bay après la blessure de Rodney Peete, et il réussit 15 passes sur 26 pour 311 yards et deux passes de touchdown ; ce match est nommé comme le quatrième meilleur moment de l'histoire du Texas Stadium selon ESPN.
Il est promu deuxième quarterback lors de la saison 1998 et il est titulaire à cinq reprises en 1998 après la blessure d'Aikman, et en débute deux en 1999. En 2000, il signe avec les Giants de New York où il est le remplaçant de Kerry Collins. Il entre au cours de deux matchs en 2000, la dernière fois qu'il foule le gazon de la NFL comme joueur. Durant les trois saisons suivantes, il ne joue aucun match avec les Giants. En 2004, il fait un passage éclair chez les Buccaneers de Tampa Bay et les Dolphins de Miami avant de prendre sa retraite.

### Carrière d'entraîneur
Juste après l'annonce de sa retraite, Jason Garrett devient entraîneur des quarterbacks des Dolphins de Miami sous les ordres de Nick Saban. Il reste à ce poste durant deux saisons.
En janvier 2007, il signe avec les Cowboys de Dallas comme coordinateur offensif, le résultat est que Dallas devient la deuxième meilleure attaque de la NFL lors de la saison 2007. Pour la saison 2008, il est promu entraîneur principal adjoint en plus de garder son poste de coordinateur offensif, percevant un salaire de trois millions de dollars, plus haut salaire pour un assistant entraîneur de la NFL.
Le 8 novembre 2010, il est l'entraîneur principal des Cowboys de Dallas par intérim après le renvoi de Wade Phillips à la suite d'un début de saison catastrophique avec un bilan provisoire d'une victoire et sept défaites. Le 14 novembre, il remporte son premier match comme entraîneur principal, contre les Giants de New York 33 à 20. La semaine suivante, Dallas l'emporte à domicile, contre les Lions de Detroit 35 à 19, première victoire à domicile de la saison pour les Cowboys. Le 6 janvier 2011, après avoir gagné 5 des 8 matchs restants, il est conservé au poste d'entraîneur principal des Cowboys.
Après trois saisons consécutives avec un bilan de huit victoires pour autant de défaites, il mène les Cowboys en éliminatoires lors de la saison 2014 grâce à un bilan de 12 victoires pour 4 défaites et le premier rang de la division NFC Est. Son équipe perd toutefois au tour de division face aux Packers de Green Bay. Après cette saison, il prolonge son contrat avec les Cowboys pour cinq saisons supplémentaires. Leur bilan s'inverse toutefois pour la saison 2015 en terminant avec 4 victoires et 12 défaites, notamment en raison de la blessure du quarterback Tony Romo. Son équipe rebondit la saison suivante avec un bilan de 13 victoires et 3 défaites, le meilleur bilan dans la NFC, grâce aux performances des débutants Dak Prescott et Ezekiel Elliott. Directement qualifiés pour le tour de division, ils s'inclinent de nouveau contre les Packers de Green Bay. Après cette saison, il est désigné entraîneur de l'année dans la ligue.
Après la conclusion de la saison 2019, son contrat avec les Cowboys n'est pas renouvelé. Il rejoint le 17 janvier 2020 les Giants de New York en tant que coordinateur offensif, sous les ordres du nouvel entraîneur principal Joe Judge. Éprouvant des difficultés à faire fonctionner l'attaque des Giants, il est renvoyé par les Giants le 23 novembre 2021.

## Statistiques comme entraîneur
| Équipe            | Saison | Saison régulière | Saison régulière | Saison régulière | Saison régulière | Saison régulière | Phase éliminatoire | Phase éliminatoire | Phase éliminatoire | Phase éliminatoire                                          |
| Équipe            | Saison | G                | P                | N                | % victoires      | Classement       | G                  | P                  | % victoires        | Résultat                                                    |
| ----------------- | ------ | ---------------- | ---------------- | ---------------- | ---------------- | ---------------- | ------------------ | ------------------ | ------------------ | ----------------------------------------------------------- |
| Cowboys de Dallas | 2010   | 5                | 3                | 0                | 62,5             | 3e NFC Est       | -                  | -                  | -                  | -                                                           |
| Cowboys de Dallas | 2011   | 8                | 8                | 0                | 50               | 3e NFC Est       | -                  | -                  | -                  | -                                                           |
| Cowboys de Dallas | 2012   | 8                | 8                | 0                | 50               | 3e NFC Est       | -                  | -                  | -                  | -                                                           |
| Cowboys de Dallas | 2013   | 8                | 8                | 0                | 50               | 2e NFC Est       | -                  | -                  | -                  | -                                                           |
| Cowboys de Dallas | 2014   | 12               | 4                | 0                | 75               | 1er NFC Est      | 1                  | 1                  | 50                 | Défaite contre les Packers de Green Bay au tour de division |
| Cowboys de Dallas | 2015   | 4                | 12               | 0                | 25               | 4e NFC Est       | -                  | -                  | -                  | -                                                           |
| Cowboys de Dallas | 2016   | 13               | 3                | 0                | 81,3             | 1er NFC Est      | 0                  | 1                  | 0                  | Défaite contre les Packers de Green Bay au tour de division |
| Cowboys de Dallas | 2017   | 9                | 7                | 0                | 56,3             | 2e NFC Est       | -                  | -                  | -                  | -                                                           |
| Cowboys de Dallas | 2018   | 11               | 5                | 0                | 68,8             | 1er NFC Est      | 1                  | 1                  | 50                 | Défaite contre les Rams de Los Angeles au tour de division  |
| Cowboys de Dallas | 2019   | 8                | 8                | 0                | 50               | 2e NFC Est       | -                  | -                  | -                  | -                                                           |
| Totaux            | Totaux | 85               | 67               | 0                | 55,9             |                  | 2                  | 3                  | 40                 |                                                             |